# Inquinamento architettonico
Con inquinamento architettonico si intende una categoria variabile di eventi che disturbano l'ecosistema, sia antropico, che naturale prevalentemente a mezzo di interventi di carattere edilizio.
Il primo e più semplice esempio inquinante è considerato l'abusivismo edilizio. Oggi la pianificazione urbana 
è regolata da chiari coefficienti, detti standard, stabiliti per determinare l'abitabilità dell'ambiente (fabbricabilità, percentuale di aree verdi, massima altezza, rapporto area/volume, eccetera).
Sia l'eccesso di costruito che l'erronea disposizione delle nuove costruzioni, possono rendere inavvicinabile un luogo.
In termini filologici è da considerarsi abuso, inoltre, un intervento architettonico che corrompa i
caratteri storici di un monumento. Avvicinarsi troppo ad un monumento antico con nuove costruzioni
significa alterarne la riconoscibilità, restaurare con falsificazioni un'opera comporta la modifica
della sua radice storica. Oggi molte città hanno perso la loro originale forma, per far spazio alla
conurbazione abbiamo perso le ragioni che fondano il nostro ambiente.
Molto importante è il legame che l'architettura stabilisce con il paesaggio. Anzitutto bisogna
verificare che il clima non venga alterato dalla presenza di una fabbrica, di un ipermercato, così
come dall'uso di un materiale non compatibile con le caratteristiche locali. Sono per esempio noti gli effetti "diga" che molte costruzioni estremamente massicce, come gli edifici a uso civile con centinaia di appartamenti integrati in un'unica unità, causano nell'alterazione, anche sensibile della circolazione dei venti nelle aree non pianeggiani, dove spesso sono edificati in mezzo a due alture, con effetti di sbarramento.
L'impatto ambientale
dell'edificio rispetto agli elementi naturali o altri edifici, in particolare più antichi, è tanto
importante quanto l'ambiente interno che esso produce: la continuità dall'interno all'esterno e
viceversa, permette un equilibrio fondamentale per ogni essere vivente.